# Mauken (Jessen)
Mauken ist ein Ortsteil der Stadt Jessen (Elster) im Landkreis Wittenberg des Landes Sachsen-Anhalt.

## Lage und Erreichbarkeit
Mauken liegt ca. 15 km südwestlich der Stadt Jessen und ist über die L 114 und die L 128 mit ihr verbunden.

## Bauwerke

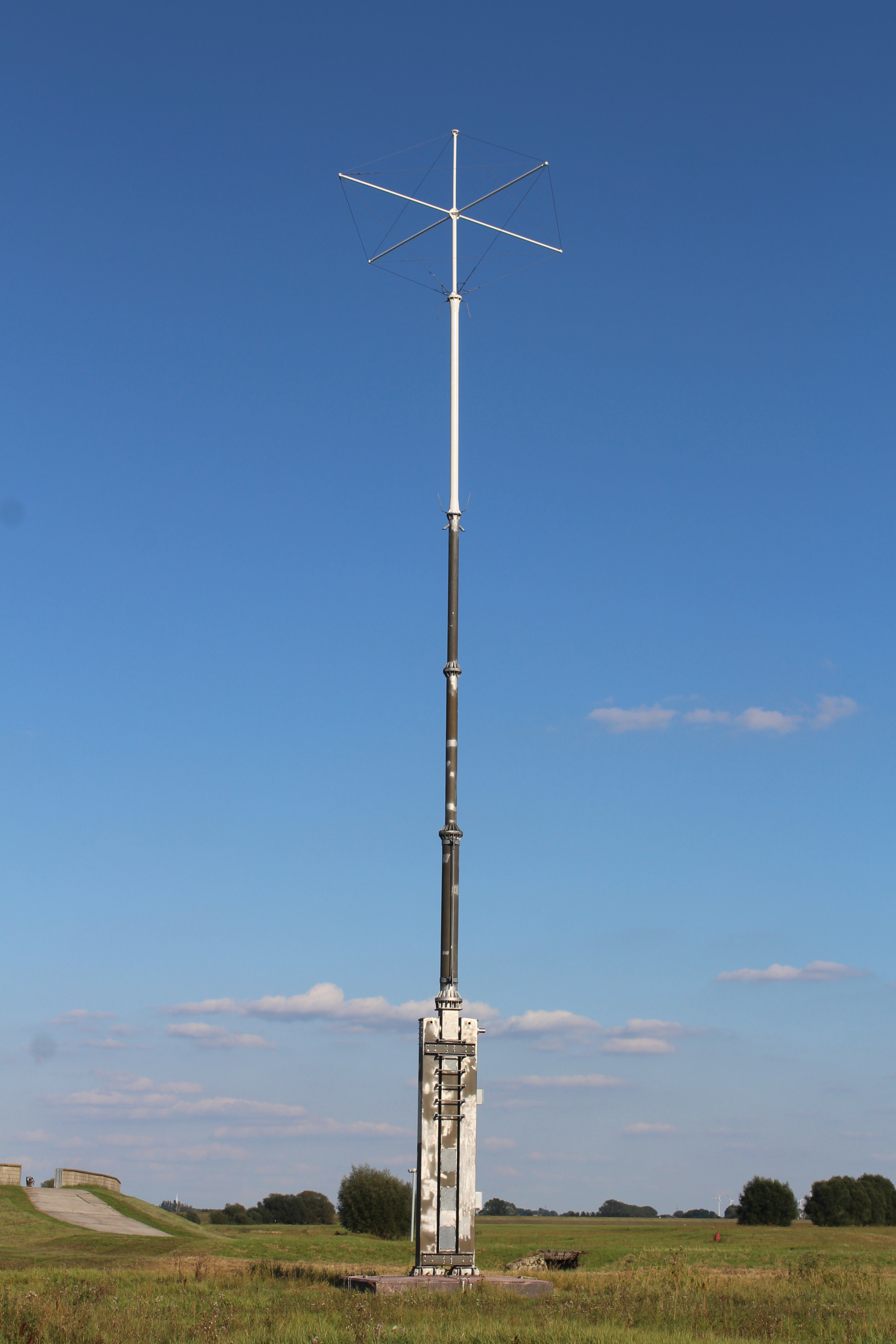
DGPS-Sender Mauken

Südlich von Mauken befindet sich ein DGPS-Sender, der auf der Frequenz 313,5 kHz Korrektursignale für entsprechende Navigationsgeräte verbreitet. Er verwendet als Sendeantenne einen 25,2 Meter hohen, geerdeten Stahlrohrturm mit Speisung der Sendeenergie in 16,2 Metern Höhe.

## Geschichte
Vermutlich von slawischen Siedlern als Rundling angelegt, wurde Mauken erstmals 1560 in Urkunden erwähnt. Durch den Zuzug von Bürgern, welche sich verstärkt in der Landwirtschaft betätigten, entwickelte sich der Ort in den 1930er Jahren zu einem Straßendorf.

## Verkehr
In Mauken liegt der rechtselbische Landepunkt der Fähre Pretzsch, die hier die L 128 über die Elbe führt. Während die L 128 im Osten nach Düßnitz führt, verbindet die K 2232 den Ort mit dem nördlich gelegenen Kleindröben. Westlich führen Landwirtschaftswege von Mauken in die Elbaue.